# Odorics Ferenc
Odorics Ferenc (Hódmezővásárhely, 1956. április 14. –) irodalomtörténész. A Magyar Tudományos Akadémia irodalomelméleti munkabizottságának titkára. Az irodalomtudományok doktora (2005, MTA).

## Életpályája
Szülei: Odorics Ferenc műszaki előadó és Angyal Julianna munkaügyi előadó. 1974–1975 között a Győri Kisfaludy Színházban segédszínészként működött. 1975–1976 között a Győri Tanítóképző Főiskolán tanult. 1977–1981 között a Juhász Gyula Tanárképző Főiskolán magyar-történelem szakos hallgató volt. 1981–1982 között a Szegedi 1-es Posta hírlapkézbesítőjeként dolgozott. 1982–1984 között az ELTE BTK magyar szakán tanult. Az 1984–1988 közötti időszakra elnyerte a Magyar Tudományos Akadémia TMB-ösztöndíját. 1988 óta a József Attila Tudományegyetem Bölcsészettudományi Karán tanársegéd, adjunktus, docens, majd egyetemi tanár. 1988–1991 között a József Attila Kör titkárává választották. 1989–1991 között a Magyar Tudományos Akadémia Irodalomtudományi Intézetének tudományos munkatársa, 1991–1993 között munkatársa, 1993–2002 között főmunkatársa volt. 1991-től a Helikon szerkesztőbizottsági tagja. 1992-től a deKON-csoport alapítója és vezetője. 1994–1996 között a Miskolci Egyetem összehasonlító és irodalomelméleti tanszékét vezette. 2003 óta a Szegedi Tudományegyetem Összehasonlító Irodalomtudományi Tanszék egyetemi docense. 2004–2007 között a Szegedi Tudományegyetem Modern Magyar Irodalmi Tanszék tanszékvezető egyetemi docense volt. 2007-ben habilitált. 2007–2009 között a Szegedi Tudományegyetem Film és Irodalomelmélet Tanszékközi Csoport csoportvezető egyetemi docense volt. 2010 óta a Szegedi Tudományegyetem Vizuális kultúra és Irodalomelmélet Tanszék egyetemi docense.
Kutatási területe az empirikus, majd konstruktivista irodalomtudomány és irodalomelmélet, valamint az interpretáció-elmélet és tudományelmélet.

## Színházi szerepei
A Színházi Adattárban regisztrált bemutatóinak száma: 2.
- Gergely Sándor: Vitézek és hősök....Második katona
- Sánta-Jósfay: Húsz óra....Paraszt

## Művei (válogatás)
- Beszédhelyzetben – irodalomelméletek között (Dobos Istvánnal, 1993)
- Posztmagyar (Kovács Sándorral, 1995)
- Empirizmustól a KONstruktivizmusig (1996)
- Terminusok. Poszt és modern irodalomelméleti szótár (1998)
- Multimédiális interaktív interpretációs CD-ROM (Bocsor Péterrel és Müllner Andrással)
- Esterházy Péter: Fuharosok (1998)
- A disszemináció ábrándja (2002)
- Az értelmezés tropológiája; Gondolat–Pompeji, Bp.–Szeged, 2010 (deKON-KÖNYVek)
- Towards the constructivist literary science; angolra ford. Bocsor Péter; Gondolat–Pompeji, Bp.–Szeged, 2010 (deKON-KÖNYVek)
- A struktúra hatalma és törékenysége (2012)
- Retro; szerk. Milián Orsolya, Odorics Ferenc; Gondolat–Pompeji, Bp.–Szeged, 2013 (deKON-KÖNYVek)
- Érik a fény; Bálint Sándor Szellemi Örökségéért Alapítvány, Szeged, 2015
- Aranyág / Angyalistván Ferenc; Bálint Sándor Szellemi Örökségéért Alapítvány, Szeged, 2016
- Posztmodern és modern irodalomelméleti fogalmak (2017)

## Díjai
- OTDK Nívódíj (1981)
- Szegedi Akadémiai Bizottság Díja (1982)
- Kanyó Zoltán-díj (1987)
- Akadémiai Nívódíj (1991)
- Széchenyi professzor ösztöndíj (1997-2000)
- Szegedi Akadémiai Bizottság kiváló kutatója (2001)